# Coniocompsa zimmermani
Coniocompsa zimmermani är en insektsart som beskrevs av Douglas E. Kimmins 1953. Coniocompsa zimmermani ingår i släktet Coniocompsa och familjen vaxsländor. Inga underarter finns listade i Catalogue of Life.